# اوتوبا کوگوانو
اوتوبا کوگوانو (انگلیسی: Ottobah Cugoano؛ ح. ۱۷۵۷ – پس‌از ۱۷۹۱) که با نام جان استوارت نیز شناخته می‌شد، نویسنده و یکی از نخستین و برجسته‌ترین فعالان سیاه‌پوست ضد برده‌داری و کنشگر سیاسی بود که در ساحل طلا (امروزه کشور غنا) به دنیا آمد. او در سن سیزده‌سالگی ربوده و به بردگی فروخته شد و به گرنادا در هند غربی منتقل گردید. در سال ۱۷۷۲، یک تاجری انگلیسی او را خرید و به لندن، انگلستان برد؛ جایی که کوگوانو خواندن و نوشتن آموخت، در ۲۰ اوت ۱۷۷۳، کوگوانو در کلیسای سنت جیمز، پیکدیلی با نام «جان استوارت – یک سیاه‌پوست، ۱۶ ساله» غسل تعمید داده و آزاد شد. او بعدها برای هنرمندان ریچارد و ماریا کازوی کار کرد و از طریق آن‌ها با شماری از چهره‌های برجستهٔ سیاسی و فرهنگی بریتانیا آشنا شد. کوگوانو به گروه پسران آفریقا، گروهی از کنشگران سیاه‌پوست ضد برده‌داری در بریتانیا، پیوست. او پس از سال ۱۷۹۱ درگذشت.